# Esprit de Cognac
L'Esprit de Cognac est un alcool français obtenu par une troisième distillation du cognac, titrant entre 80 et 85°, et destiné exclusivement à l'élaboration de vins mousseux. Il bénéficie d'une appellation d'origine contrôlée depuis 1938.
Il est notamment utilisé comme support alcoolique de la liqueur de dosage (ou liqueur d’expédition) de certains Champagnes.
Cette appellation couvre la même zone géographique que le cognac, c'est-à-dire la presque totalité du département de la Charente-Maritime, une très grande partie du département de la Charente et quelques communes voisines des Deux-Sèvres et de la Dordogne.